# Подоле-Велике
Подоле-Велике (пол. Podole Wielkie, нім. Groß Podel) — село в Польщі, у гміні Ґлувчиці Слупського повіту Поморського воєводства.
Населення — 275 осіб (2011).
У 1975-1998 роках село належало до Слупського воєводства.

## Демографія
Демографічна структура станом на 31 березня 2011 року:
|          | Загалом | Допрацездатний вік | Працездатний вік | Постпрацездатний вік |
| -------- | ------- | ------------------ | ---------------- | -------------------- |
| Чоловіки | 147     | 34                 | 103              | 10                   |
| Жінки    | 128     | 28                 | 76               | 24                   |
| Разом    | 275     | 62                 | 179              | 34                   |